# МТ (футболист)
Матеус Нуньес Фагундес де Араужо (порт. Matheus Nunes Fagundes de Araújo; род. 1 марта 2001, Кабу-Фриу, Рио-де-Жанейро), более известный как МТ или Матеус Нуньес — бразильский футболист, левый защитник и полузащитник португальской «Санта-Клары».

## Биография
МТ родился 1 марта 2001 года в бразильском городе Кабу-Фриу.
Играет в футбол на позициях левого защитника и полузащитника. На молодёжном уровне выступал за «Волта-Редонду» (2018—2019) и «Васко да Гама» (2019—2021).
В 2021—2022 годах играл за «Васко да Гама» в бразильской Серии B. В первом сезоне провёл 20 матчей, забил 1 мяч, во втором дважды выходил на поле.
С 2022 года выступает за португальскую «Санта-Клару». Первые два сезона провёл на правах аренды. В сезоне-2022/23 сыграл 20 матчей в Примейре. В сезоне-2023/24, после того как Санта-Клара вылетела во вторую лигу, провёл 21 поединок.
В 2024 году заключил полноценный контракт с «Санта-Кларой». В сезоне-2024/25 провёл в Примейре 33 матча, забил 1 мяч.